# Géraud Granier
Géraud Granier, (v.1101-v.1171), est le fils aîné d'Eustache Granier et d'Emma de Chocques; il est appelé Eustache le jeune par Guillaume de Tyr.
Après le décès de son père survenue le 15 juin 1123, il hérite de la seigneurie de Sidon, un des principaux fiefs du royaume de Jérusalem.
Pour une raison inconnue l'historien Guillaume de Tyr le nomme Eustache (II) le jeune et le mentionne en tant que tel en 1124, en 1146 et en 1154. Il apparaît sous le nom de Géraud dans plusieurs actes du royaume de Jérusalem de 1147 à 1164, ce qui a conduit certains auteurs à considérer qu'Eustache Ier Granier avait eu plus de deux fils.
Durant son règne, il retira un fief à un de ses vassaux, lui en contestant la possession, mais le roi Amaury Ier de Jérusalem intervint pour le rappeler à l'ordre.
En 1153, lors de l'attaque et de la prise d'Ascalon, il commande la quinzaine de galères de la flotte chrétienne qui bloque l'entrée du port, mais n'ose pas attaquer la flotte égyptienne laquelle, dotée d'une écrasante supériorité numérique, réussit à pénétrer pour apporter du secours aux assiégés.
Il est connu pour avoir dirigé plusieurs escadres corsaires, rançonnant les navires musulmans mais aussi dit-on, plusieurs navires chrétiens.
Il épouse Agnès de Bures, veuve de Renier Brus et sœur de Guillaume II de Bures, prince de Galilée, et eut :
- Renaud Granier, (1133-1204), seigneur de Sidon, marié à Agnès de Courtenay, puis à Helvis d'Ibelin, fille de Balian d'Ibelin.
- Gauthier, (1137-1145).

Il est cité pour la dernière fois en 1164 et son fils apparaît dans les actes en 1171.

## Source
- E. G. Rey, Les familles d’Outre Mer, de du Cange, New-York, Burst-Franklin, 1869, 993 p. [détail des éditions]
- René Grousset, Histoire des croisades et du royaume franc de Jérusalem, Paris, Perrin, 1936 (réimpr. 1999)
- Sir Steven Runciman, Histoire des Croisades, Tallandier, 2006  (ISBN 2-84734-272-9).